# Zwarte fluweelloper
De zwarte fluweelloper (Chlaenius tristis) is een keversoort uit de familie van de loopkevers (Carabidae). De wetenschappelijke naam van de soort werd in 1783 gepubliceerd door Johann Gottlieb Schaller. De soort wordt ook wel in het geslacht Chlaeniellus geplaatst.